# Pomnik Jerzego Kukuczki w Katowicach
Pomnik Jerzego Kukuczki w Katowicach – pomnik w katowickiej dzielnicy Śródmieście, znajdujący się na terenie AWF przy ul. Józefa Szmausa.

## Historia
Autorem Pomnika Jerzego Kukuczki jest Bogumił Burzyński. Odsłonięcia dokonano 2 października 2015 roku z okazji 45-lecia katowickiej uczelni, której patronem jest Jerzy Kukuczka. W uroczystości odsłonięcia uczestniczyła żona himalaisty Celina i syn Wojciech, rektor uczelni Adam Zając, autor rzeźby oraz bp Marek Szkudło.